# Dinna Bjørn
Dinna Bjørn   (Copenhaguen, 14 de febrer de 1947) és una ballarina i coreògrafa danesa. S'ha especialitzat en la dansa i la direcció dels ballets d'August Bournonville. Bjørn també ha creat cinc ballets de Hans Christian Andersen per al Teatre Pantomima dels Jardins de Tivoli de Copenhaguen.

## Biografia
Nascuda a Copenhaguen, és filla de la concertista Elvi Henriksen i del mestre de ballet Niels Bjørn Larsen. Quan tenia nou anys va ballar al Teatre Pantomima dels Jardins de Tivoli. Va estudiar en privat amb Hans Brenaa i més tard amb la ballarina Edite Feifere Frandsen de Letònia que la va entrenar amb el mètode Vaganova.

### Dansa
En entrar al Ballet Reial Danès, va aprendre les tècniques del ballet de Bournonville amb tanta facilitat que immediatament es va incorporar a la companyia, debutant el 1966 quan tenia 16 anys a Jerome Robbins (Tarda d'un faune). També va actuar al Ball de graduació de David Lichine. El seu veritable avenç va arribar l'any 1971 quan va ballar Clara a El Trencanous, coreografiada especialment per a ella per Flemming Flindt.
Bjørn ha actuat especialment en diversos ballets de Bournonville, inclòs el paper principal a La Sylphide i Eleonore i Johanna a Kermes a Bruges. Entre altres papers principals hi havia el primer pas de dos a Vier Letzte Lieder de Rudi van Dantzig i el paper principal a Petruixka de Mikhaïl Fokin. També va interpretar Ventafocs a Norfolk, Virginia, i Giselle al Festival d'Odense de 1988.

### Ensenyament
A partir de 1975, Bjørn va començar a ensenyar, tant a l'escola de ballet del Royal Theatre com als cursos d'estiu amb Birger Bartholm. També ha impartit classes de Bournonville a Amèrica del Nord i del Sud, a Àsia i a tot Europa, ajudant a difondre la tradició. Va dirigir el grup Bournonville de Frank Andersen des de 1985 fins que es va dissoldre el 1989.

### Coreografia
Fins i tot quan era jove ballarina, Bjørn va començar a treballar com a coreògrafa al Royal Theatre, començant pel ballet 8+1, per al qual ella mateixa va compondre la música, seguida de Sommerfuglemasken (1975) i Hat-Trick (1985). El 1971, va coreografiar Anatomisk Safari amb música de Per Nørgård al Det Ny Teater de Copenhaguen. Va ser l'inici d'un llarg període de cooperació amb Nørgård des de 1976 fins a 1982 durant el qual, juntament amb la seva Dinna Bjørns Dansegruppe i la banda de percussió Sol og Måne, va coreografiar divertimentos per a les seves obres. Aquests inclouen Den tredje tilstand, Wölfli revy, Det guddommelige tivoli i Siddharta. Com a coreògrafa, també ha creat cinc ballets de Hans Christian Andersen per al Teatre Pantomima de Tívoli per als quals la reina Margrethe va dissenyar la decoració i el vestuari. Són Kærlighed i skarnkassen (2001), Thumbelina (2005), Fyrtøjet (2007), Svinedrengen (2009) i Den standhaftige Tinsoldat (2220).

### Directora
El 1990, va ser nomenada directora artística del Ballet Nacional de Noruega, per a qui va coreografiar una nova producció d'El Trencanous, i el 2001, es va convertir en mestra de ballet del Ballet Nacional de Finlandia. De 1997 a 2000, també va ser consultora de Bournonville per al Royal Danish Ballet. S'ha guanyat una reputació com a autoritat internacional a Bournonville.

## Premis
Dinna Bjørn ha rebut l'Orde de la Dannebrog, l'Orde finlandesa de la Rosa Blanca i l'Orde del Mèrit Reial Noruega.